# Engelmannia
Engelmannia là một chi thực vật có hoa trong họ Cúc (Asteraceae).

## Loài
Chi Engelmannia gồm các loài: